# Arco de Augusto (Susa)
El Arco de Augusto de Susa es un importante monumento romano que data del siglo I a. C. ubicado en la ciudad de Susa en la provincia de Turín, a lo largo de lo que fue la Via Cotia, ahora conocida como Vía de las Galias.
La obra, erigida en honor de Augusto, está situada en una colina en la parte occidental de la ciudad, cerca de la antigua muralla (la cual se construyó apenas en el tercer siglo d. C.).
Este arco triunfal, junto con otros restos de la época romana, como el anfiteatro y el acueducto, demuestran la importancia de la ciudad de Susa durante la época romana en tiempos de Augusto.

## Historia
El arco fue construido por orden del rey Marco Julio Cotio entre el 9 y el 8 a. C. en honor de Augusto con el fin de celebrar el foedus, es decir, el pacto, firmado por el propio rey con el emperador en el año 13 antes de Cristo. Augusto mismo, al regresar de Galia, se detuvo en Segusium, nombre romano de la ciudad actual de Susa, para inaugurar el monumento.
Este monumento ha tolerado bien el paso del tiempo; de hecho, aunque los componentes metálicos, como las letras de bronce de la inscripción y los grapas de metal que estaban entre los bloques de piedra, han desaparecido, el arco está prácticamente intacto. Solo el friso en el lado este del monumento ha sido corroído por el tiempo y es hoy incomprensible.

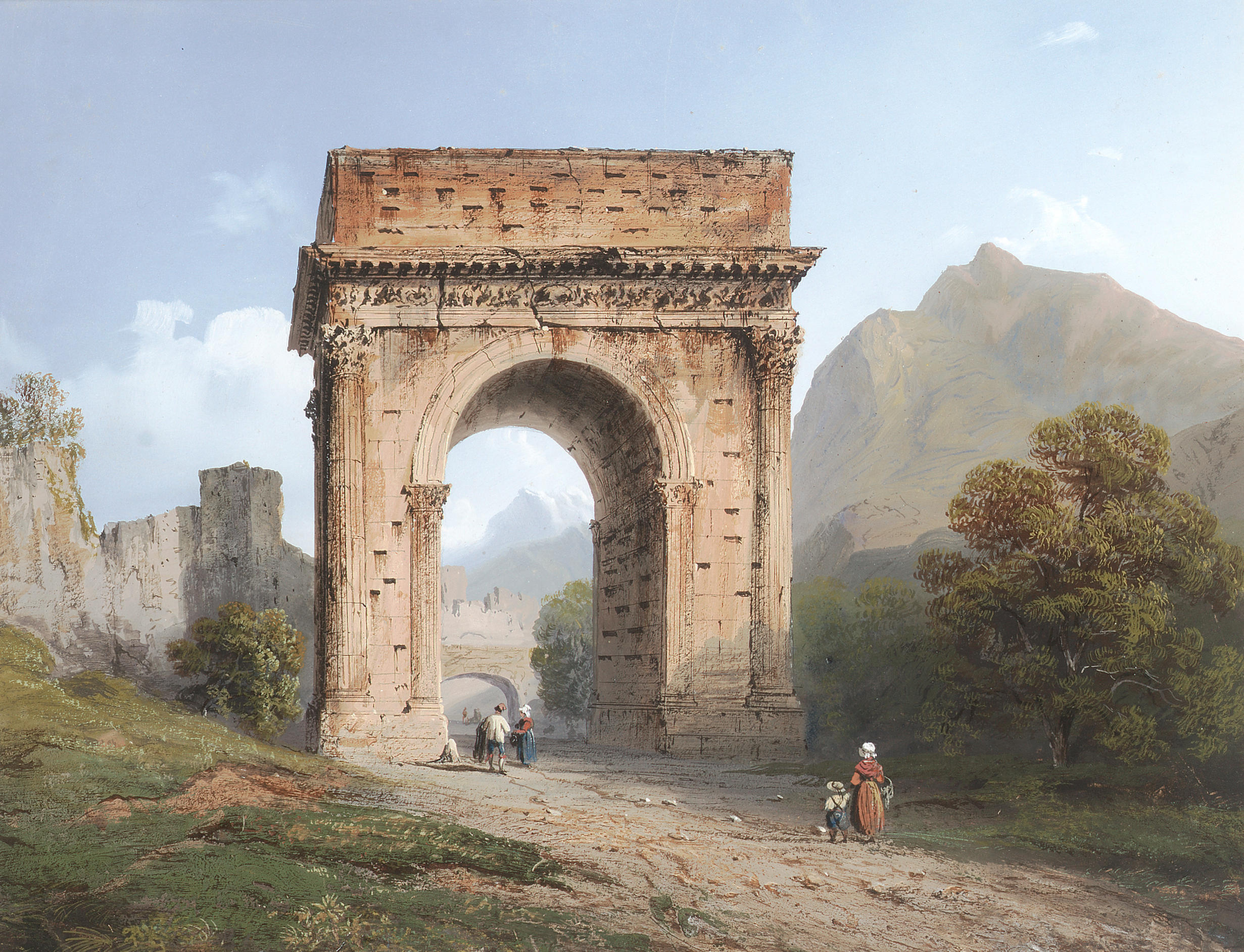
L'Arco dipinto da Carlo Bossoli.

Su excelente estado de conservación también se atribuye a una cuidadosa restauración del arco durante su bimilenario entre 1990 y 1992 bajo la supervisión de la Superintendencia Arqueológica de Piedmont.

## La inscripción dedicatoria
La dedicación siguiente está grabada en el ático: 
IMP · CAESARI · AVGVSTO · DIVI · F · PONTIFICI · MAXVMO · TRIBVNIC · POTESTATE · XV · IMP · XIII · M · IVLIVS · REGIS · DONNI · F · COTTIVS · PRAEFECTVS · CEIVITATIVM · QVAE · SVBSCRIPTAE · SVNT · SEGOVIORVM · SEGVSINORVM · BELACORVM · CATVRIGVM · MEDVLLORVM · TEBAVIORVM · ADANATIVM · SAVINCATIVM · ECDINIORVM · VEAMINIORVM · VENISAMORVM · IEMERIORUM · VESVBIANIORVM · QVADIATIVM · ET · CEIVITATES · QVAE · SVB · EO · PRAEFECTO · FVERVNT
Marco Julio Cotio, hijo del rey Donnus, líder de las siguientes comunidades: los segovi, los segusini, los belaci, los caturiges, los medulli, los tebavi, los adanates, los savincates, los ecdini, los veamini, los venisamores, los iemeri, los vesubiani y los cuadiates, y las comunidades (mencionadas anteriormente) bajo el mando de este líder (dedicaron este arco) a César Augusto, hijo de un dios, Pontífice Máximo, electo tribuno 15 veces y aclamado a imperator 13 veces.